# KNM Roald Amundsen
Le KNM Roald Amundsen (F311) est la deuxième frégate de la classe Nansen dans la Marine royale norvégienne. Elle est admise au service actif en mai 2007 et spécialisée dans la lutte anti-sous-marine. Son port d'attache est Håkonsvern, près de Bergen dans le comté de Hordaland.

## Caractéristiques

### Navigation

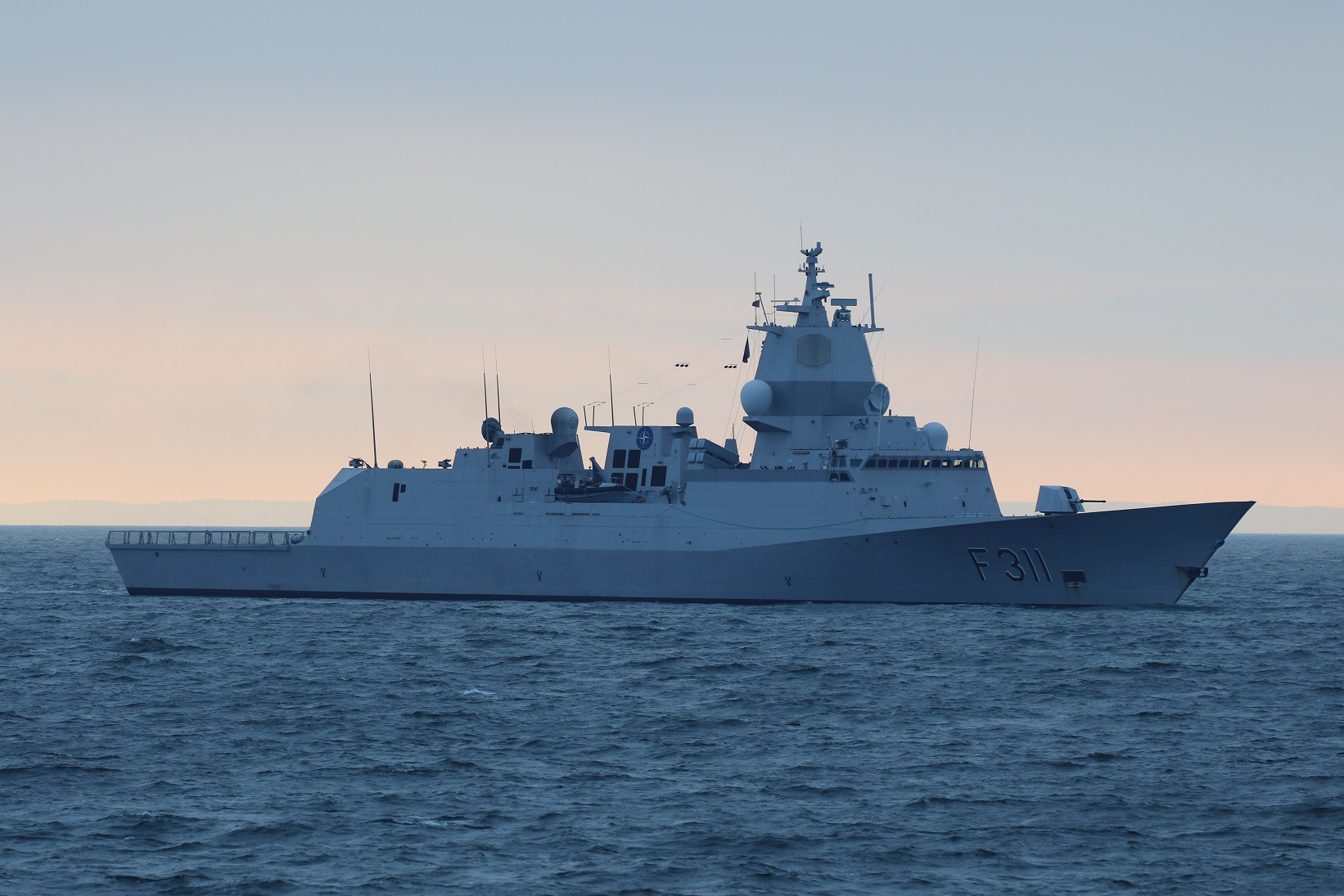
Le KNM Roald Amundsen en 2017.

Long de 134 mètres et affichant un déplacement de 5 290 tonnes en charge, le KNM Roald Amundsen est armé par 120 marins (pouvant aller jusqu'à 146) et peut atteindre la vitesse de 27 nœuds (50 km/h) grâce à ses turbines à gaz.

### Armement
La frégate est dotée de trente-deux missiles antiaériens RIM-162 ESSM, de huit missiles antinavires missiles d'attaque navals, d'un canon Otobreda de calibre 76 mm, de trois tourelles téléopérées Sea Protector armées de mitrailleuses Browning M2 (cal. 12,7 mm), de quatre tubes lance-torpilles Sting Ray (diamètre : 324 mm ; vitesse max. : 83 km/h) en position sur le pont et de deux canons à son.
L’équipement électronique comprend notamment le système de combat Aegis avec un radar à quatre faces planes SPY-1F américain, un sonar de coque et un sonar remorqué (Captas 2) pour la lutte anti-sous-marine.
Elle embarque un hélicoptère NH90.

## Construction
Le navire doit son nom à l'explorateur et navigateur norvégien Roald Amundsen. Les cinq navires de la classe Nansen sont construits de 2003 à 2009 à Ferrol en Espagne par la société Navantia et leur port d'attache se trouve à Håkonsvern. Les navires-jumeaux du KNM Roald Amundsen sont le KNM Fridtjof Nansen, le KNM Otto Sverdrup, le KNM Helge Ingstad et le KNM Thor Heyerdahl.
Le coût total du « programme Nansen » est d'environ 21 milliards de couronnes norvégiennes soit 4 milliards par navire (ou environ 300 millions d'euros l'unité).

## Carrière opérationnelle
En janvier 2018, le Roald Amundsen rejoint la Base navale de Norfolk aux États-Unis pour participer, avec la frégate allemande Hessen de la classe Sachsen, le porte-avions USS Harry S. Truman et le Carrier Strike Group 8 à un exercice naval commun des trois marines.